# بیرد داج
بیرد داج (انگلیسی: Bayard Dodge؛ ۱۸۸۸–۱۹۷۲) دانشور در زمینه اسلام و رئیس دانشگاه آمریکایی بیروت بود. او پس از بازنشسته شدن از ریاست در سال ۱۹۴۸ به تدریس در دانشگاه‌های مختلف ادامه داد. پسرش، دیوید اس. داج، بعداً همین نقش را ایفا کرد.

## پیشینه
وی فرزند کلیولند هودلی داج و گریس وینرایت پریش بود و در سال ۱۹۰۹ از دانشگاه پرینستون فارغ‌التحصیل شد.